# Nicolas Lémery

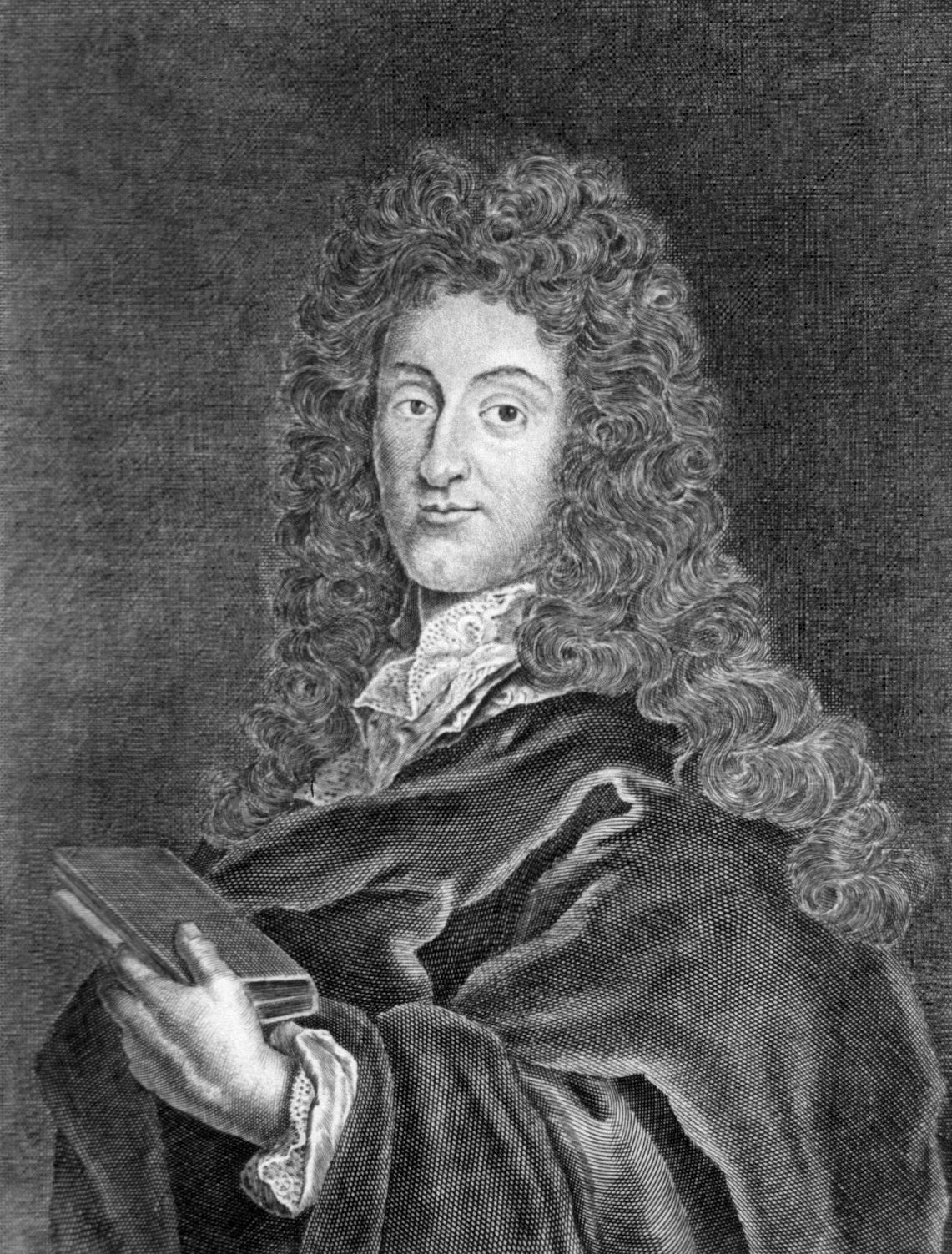
Nicolas Lémery

Nicolas Lémery (ur. w Rouen 17 listopada 1645, zm. w Paryżu 19 czerwca 1715) – francuski lekarz, farmaceuta, chemik. Autor kilku podręczników i leksykonów chemicznych. Jako jeden z pierwszych naukowo zajmował się antymonem, chemią kwasów oraz chemią podstawową.

## Rodzina
Jego ojciec Julien Lémery (urodzony w 1589 r. w Rouen, zm. 18 maja 1657 r. tamże) był kalwinistą. Pracował jako prokurator (procureur) parlamentu Normandii. Miał siedmioro dzieci.

## Życie
Nicolas Lémery, po ukończeniu średniej szkoły protestanckiej w Quevilly, ok. 1660 r. rozpoczął w Rouen praktykę aptekarską u swego wuja, Pierre'a Duchemin. W 1666 r. podjął w Paryżu studia chemiczne pod kierunkiem Glasera (1615-1672), aptekarza Ludwika XIV i demonstratora chemicznych eksperymentów w Jardin du Roi. Po pół roku przerwał je i podróżował po Francji. W latach 1668–1672 był pensjonariuszem u Verchanta, mistrza aptekarskiego w Montpellier, na wyspie Du puits des Esquilles au Sixain Sainte Croix. Nicolas u Verchanta powtarzał i demonstrował eksperymenty poznane na miejscowej uczelni. Wkrótce też na równi z profesorami, sam dawał wykłady z chemii studentom medycyny.
Powrócił do Paryża w 1672 roku. 18 września 1674 r. odkupił praktykę aptekarską od d’Antoine Régnier. Otworzył aptekę w piwnicy domu nazywanego Porte dorée na ulicy Galande, obok placu Maubert. Dawał tam publiczne pokazy dla osób szlachetnie urodzonych, zainteresowanych poznaniem tajemnic chemii. Szczególnym powodzeniem pokazy cieszyły się u dam, wśród których pojawiła się moda na imponowanie wiedzą. W styczniu 1676 r. Nicolas Lémery ożenił się z Madeleine Bellanger, córką paryskiego mieszczanina François Bellanger.
W 1681 r. ze strony króla zaczęła się presja, aby wszystkich francuskich protestantów tzw. hugenotów pozbawić prawa wykonywania zawodu i wygnać. W związku z tym Lémery wyjechał na krótko, prawdopodobnie do Niemiec. Wrócił dzięki protekcji księcia Condé. Jednakże już 6 lutego 1683 r. rodzina Lémery’ego sprzedała swoją aptekę Jeanowi Fradin, aptekarzowi w l'Hôtel Dieu de Paris, następnie 23 kwietnia 1683 r. Nicolas odsprzedał swą praktykę aptekarską Dionizemu Machuraux. Po krótkim pobycie w Anglii, Nicolas Lémery wrócił i już z końcem tego samego roku otrzymał doktorat z medycyny na uniwersytecie w Caen. Wrócił teraz do Paryża, gdzie praktykuje jako lekarz oraz uczy chemii. 18 października 1685 r. odwołano edykt z Nantes, w związku z czym Nicolas Lémery po raz kolejny został pozbawiony pracy. Z konieczności, na początku 1686 r. cała rodzina przeszła na katolicyzm. 8 kwietnia 1686 r. Ludwik XIV, przez wzgląd na talenty Nicolasa, wydał mu nowe patenty pozwalające na ponowne otwarcie apteki i praktykę. Pod koniec roku przy ulicy Saint-Jacques niedaleko fontanny Saint-Séverin Lémery otworzył nową aptekę i laboratorium chemiczne. Szybko wrócili do niego uczniowie i pacjenci.
Po odnowieniu przez Ludwika XIV Królewskiej Akademii Nauk, 20 stycznia 1699 r. Nicolas Lémery został członkiem zespołu chemicznego Jardin du Roi. Od 28 stycznia mógł zamieszkiwać na terenie ogrodu (przechodzi na utrzymanie króla). 23 listopada 1699 r. umarł Claude Bourdelin, główny chemik ogrodu. Zastąpił go Lémery, jednak nominację na dyrektora otrzymał dopiero w 1712 r. Już 6 marca 1715 r. z powodu poważnej choroby musiał złożyć dymisję, po czym otrzymał tytuł pensjonariusza weterana. Wkrótce umarł w swoim domu-aptece.
Nicolas Lémery miał sześcioro dzieci, w tym:
- Louis Lémery (1677-1743) w 1710 r. był lekarzem Hôtel - Dieu de Paris, jako chemik od 1731 r. prezentował doświadczenia chemiczne w Jardin du Roi. Został też członkiem Francuskiej Akademii Nauk (jako chemik od 26 lipca 1702 r., od 18 marca 1715 roku jako pensjonariusz zajął miejsce po zmarłym ojcu). Był autorem Traité des aliments (Traktat o pożywieniu, 1702) oraz Dissertation sur la nature des os (Rozprawa o kościach, 1704) napisał też kilka krótkich tekstów o różnych substancjach chemicznych.
- Jean Lémery zwany przez biografów Jacques (1678-1721), był również chemikiem, od 22 sierpnia 1712 roku członek akademii, od 5 czerwca 1715 r. członek rzeczywisty.

## Osiągnięcia Nicolasa Lémery
Lémery nie zajmował się teoretycznymi rozważaniami, nie wierzył w alchemię, nie szukał sposobów na uzyskanie złota lub kamienia filozoficznego. Tego typu działania zdecydowanie krytykował i odrzucał. Zajmował się ściśle chemicznymi eksperymentami. Uzyskane wyniki starał się wyjaśniać i systematyzować. Jako wykładowca cieszył się znacznym szacunkiem i miał wielu słuchaczy.
W oparciu o swoje wykłady napisał Cours de chymie (1675). Miał on 13 wydań w samej Francji. Przetłumaczono go także na języki łaciński, angielski, niemiecki, włoski oraz hiszpański.
Cours... składał się z trzech części. Pierwsza, najbardziej obszerna została poświęcona opisowi minerałów i skał, w drugiej opisano substancje roślinne natomiast w trzeciej zwierzęce. Oprócz wiadomości teoretycznych takich jak nazwy, terminy, znaki chemiczne, kurs uwzględniał przyrządy i metody postępowania w celu uzyskania określonych efektów.
Lémery definiuje chemię jako sztukę uczącą jak rozdzielać różne substancje, wchodzące w skład mieszanin. Za mieszaniny uważa wszystkie substancje oprócz kilku o charakterze podstawowym – te określa jako zasady. Dalej (sam to przyznaje) następuje nieco metafizyczne objaśnienie podstaw materii chemicznej. Na podstawie zachowania jej pod wpływem ognia Lémery wyróżnia 5 typów materii podstawowej (zasad), są to spirytus (duch), tłuszcz, sól, woda oraz ziemia. Dodatkowo dzieli je na aktywne (spirytus, tłuszcz, sól) i bierne (woda i ziemia).
- Spirytus po staremu identyfikuje z rtęcią (Merkurym) i wyjaśnia, że jest ona pierwszą substancją uzyskiwaną podczas rozdzielania mieszanin. Jest to substancja lekka, delikatna i przenikliwa. W dużych ilościach zawarta w roślinach i zwierzętach. Zapewnia ich wzrost lecz przy nadmiarze powoduje psucie się. W minerałach spirytusu jest mało i dlatego są one trwałe (nie psują się). Sole zawierają spirytus związany trwale.
- Tłuszcz to substancja palna, miękka i tłusta. Oddzielana z mieszanin jako następna po spirytusie. Obecnością tłuszczu warunkowane są zapachy i kolory. Jego obecność przeciwdziała psuciu się roślinnych i zwierzęcych produktów pod wpływem wilgoci. W mieszaninach ze spirytusem pływa po powierzchni wody, w mieszaninach z solą osiada na dnie w postaci osadu.
- Sól to substancja najcięższa spośród aktywnych. Z mieszanin wydziela się ostatnia w kolejności. Chroni przed rozkładem i warunkuje smak. Lémery wyróżnia następujące rodzaje soli: stałą, lotną i bytową. Lotne sole łatwo sublimują, stałe powstają podczas wyżarzania, rozpuszczają się w wodzie i krystalizują. Sól bytowa powstaje z materii zwierzęcej lub roślinnej, zwłaszcza z soków roślin. Po ich spaleniu powstaje sól zasadowa.
- Woda zwana też «flegmą» jest pierwszą bierną zasadą mieszanin. Przy destylacji oddziela się w postaci nieczystej – zawiera domieszki zasad aktywnych. Jest dlatego mocniejsza niż woda naturalna.
- Ziemia nazywana martwą jest ostatnią bierną zasadą. Ona podobnie jak woda, też nigdy nie jest czysta i nie jest w stanie trwale utrzymywać spirytus. Pozbawiona go, ponownie pochłania go z powietrza.

Lémery trzeźwo zaznacza, że wymienione przez niego zasady są za takie uznane, gdyż chemicy jak dotąd nie potrafili wymienionych rozdzielić (rozłożyć) środkami jakimi dysponują obecnie.
Lémery przedstawia także swoje poglądy na temat palności ciał i kalcynacji metali. Jego zdaniem palenie może zachodzić tylko gdy w spalanych ciałach występuje tłuszcz lub siarka, substancje uwalniane podczas spalania. Ciała palne składają się z części palnej i części niepalnej. Część palna decyduje o pozostałościach i charakterze spalania. Przy kalcynowaniu metali uwalniają się składniki siarkowe. Można je także usunąć działając na metale kwasami. Zwiększenie ciężaru po kalcynacji (po ubyciu cząstek siarkowych) objaśnia przyłączeniem do metalu ognistej materii (odpowiednik późniejszego flogistonu).
Wśród dzieł Lémery’ego równie cenione były Pharmacopée universelle (1697), le Traité universel des drogues simples (1698), le Traité de l’antimoine (1707). Ponadto kilka prac ogłosił w ramach działalności akademickiej. Wyjaśniał tam zjawiska podziemnego ognia, trzęsienia ziemi oraz pioruna i towarzyszących mu grzmotów. Należy mu zawdzięczać odkrycie żelaza we krwi. Opisał też eksperyment w którym drobno roztarte opiłki żelaza z siarką zakopano pod ziemią i zalano wodą. Mieszanka zapaliła się spontanicznie a spalając się, znacznie zwiększyła swą objętość dając efekt działalności wulkanu.

Model kwasów i zasad Lémery’ego

W 1680 r., Lémery w oparciu o korpuskularną teorię budowy materii stworzył oryginalną teorię kwasów i zasad. Cząsteczki kwasu przedstawił jako kulki z kolczastymi wyrostkami, natomiast zasady jako kulki z różnej wielkości otworkami. Reakcje kwasów i zasad, dające sole miały polegać na wpasowywaniu się ostrych zakończeń jednych cząstek w otwory drugich.

## Dzieła
- Cours de chimie, contenant la manière de faire les opérations qui sont en usage dans la médecine, par une méthode facile, avec des raisonnements sur chaque opération, pour l’instruction de ceux qui veulent s’appliquer à cette science (1675)[1].
- Le Nouveau recueil de curiositez rares et nouvelles des plus admirables effets de la nature et de l’art, composé de quantité de beaux secrets gallans et autres, dont quelques uns ont été tirez du cabinet de feu M. le marquis de L’Hôpital, expérimentez et composez par le sieur d’Emery (1685)[2][3].
- Recueil de secrets, divisé en deux parties: la première concernant la conservation de la santé et de la beauté, la seconde concernant les arts, et les maladies des animaux (1692)
- Nouveau recueil des plus beaux secrets de médecine, pour la guérison de toutes les maladies, blessures et autres accidens qui surviennent au corps humain, avec un Traité des plus excellens préservatifs contre la peste, fièvre pestilentielle et toutes sortes de maladies contagieuses. Le tout expérimenté, recueilli et donné au public par une personne très-habile et charitable (1694)
- Pharmacopée universelle, contenant toutes les compositions de pharmacie qui sont en usage dans la médecine, tant en France que par toute l’Europe : leurs vertus, leurs doses, les manières d’opérer les plus simples et les meilleures : avec un lexicon pharmaceutique, plusieurs remarques, et des raisonnemens sur chaque opération (1697)[4][5].
- Dictionnaire universel des drogues simples, contenant leurs noms, origine, choix, principes, vertus, étymologie, et ce qu’il y a de particulier dans les animaux, dans les végétaux et dans les minéraux (1698)[6].
- Traité de l’antimoine, contenant l’analyse chymique de ce minéral et un recueil d’un grand nombre d’opérations rapportées à l’Académie royale des sciences (1707). Przetłumaczony na niemiecki w 1709 r. przez Jean-André Mahlern.